# Kh-25
Il Kh-25 (nome in codice NATO: AS-10 Karen) è un missile aria-superficie, derivato a guida laser semiattiva del modello base AS-7, molto migliorato come apparato di guida, lo stesso in termini di prestazioni brute: circa 10 km per 100 kg di testata.